# Wat Pathum Wanaram
El templo de Pathum Wanaram literalmente llamado el Templo del Bosque de Loto, es un templo Budista en Bangkok, Tailandia.

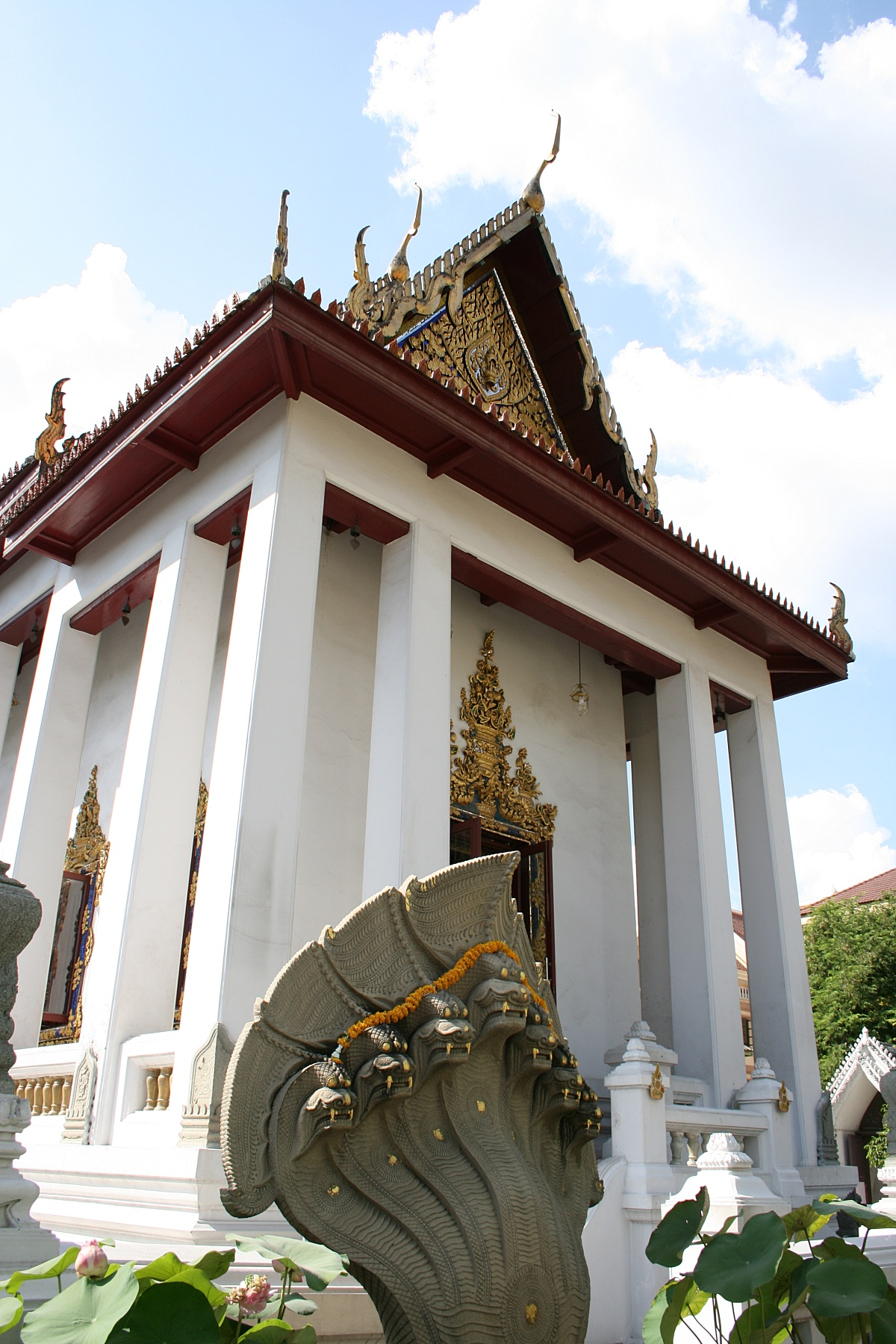
Wat Pathum Wanaram

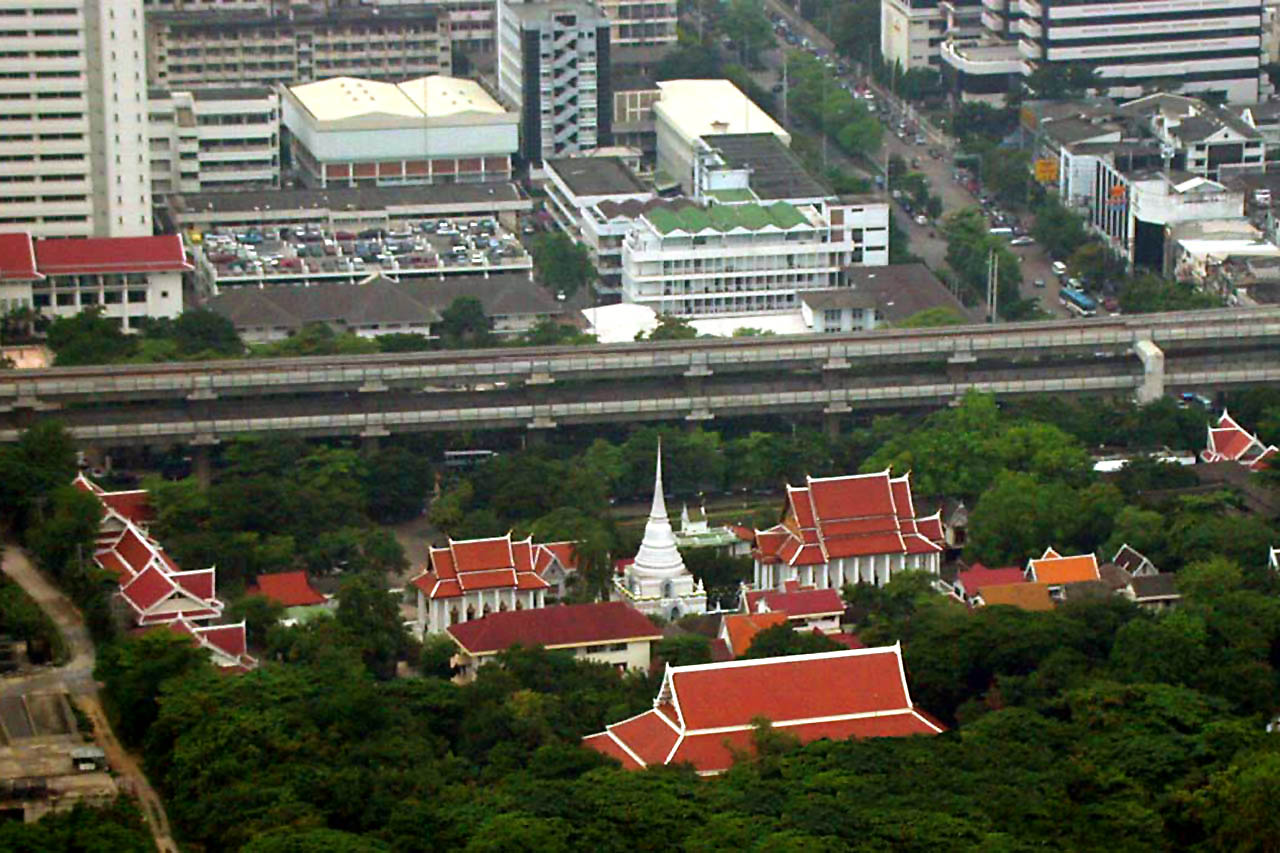

## Historia
Fue fundado en 1857 por el rey Mongkut (Rama IV).
La causa que el rey Mongkut construyera un templo en el palacio de Srapathum, fue para regalárselo a la reina Srisirintra. La ubicación estaba en el Oeste del palacio, fuera de las murallas de éste donde tras repetidas inundaciones el rey mandó construir un estanque y plantar lotos. Fue llamado templo de Patum Wanaram pero mucha gente lo conocía con el nombre de "templo de Srapatum" (Tailandés:วัดสระปทุม) o Wat Sra (Tailandés: วัดสระ). El nombre completo del templo es Wat Pathum Wanaram Ratcha Wora Viharn (วัดปทุมวนารามราชวรวิหาร).

## Ubicación
Está en la zona centro de la ciudad, enfrente de los centros comerciales Siam Paragon y Central World en la calle Pra Ram primera.
Está ubicado junto a un estaque con lotos y a un parque del rey utilizado para descansar fuera del palacio que se llama “Srapathum”. Además, en el centro del templo hay un castillo grande que está decorado con una pintura mural sobre el cuento de “Srithanonchai”. Las puerta y ventana están talladas con detalles sobre la tradición antigua.

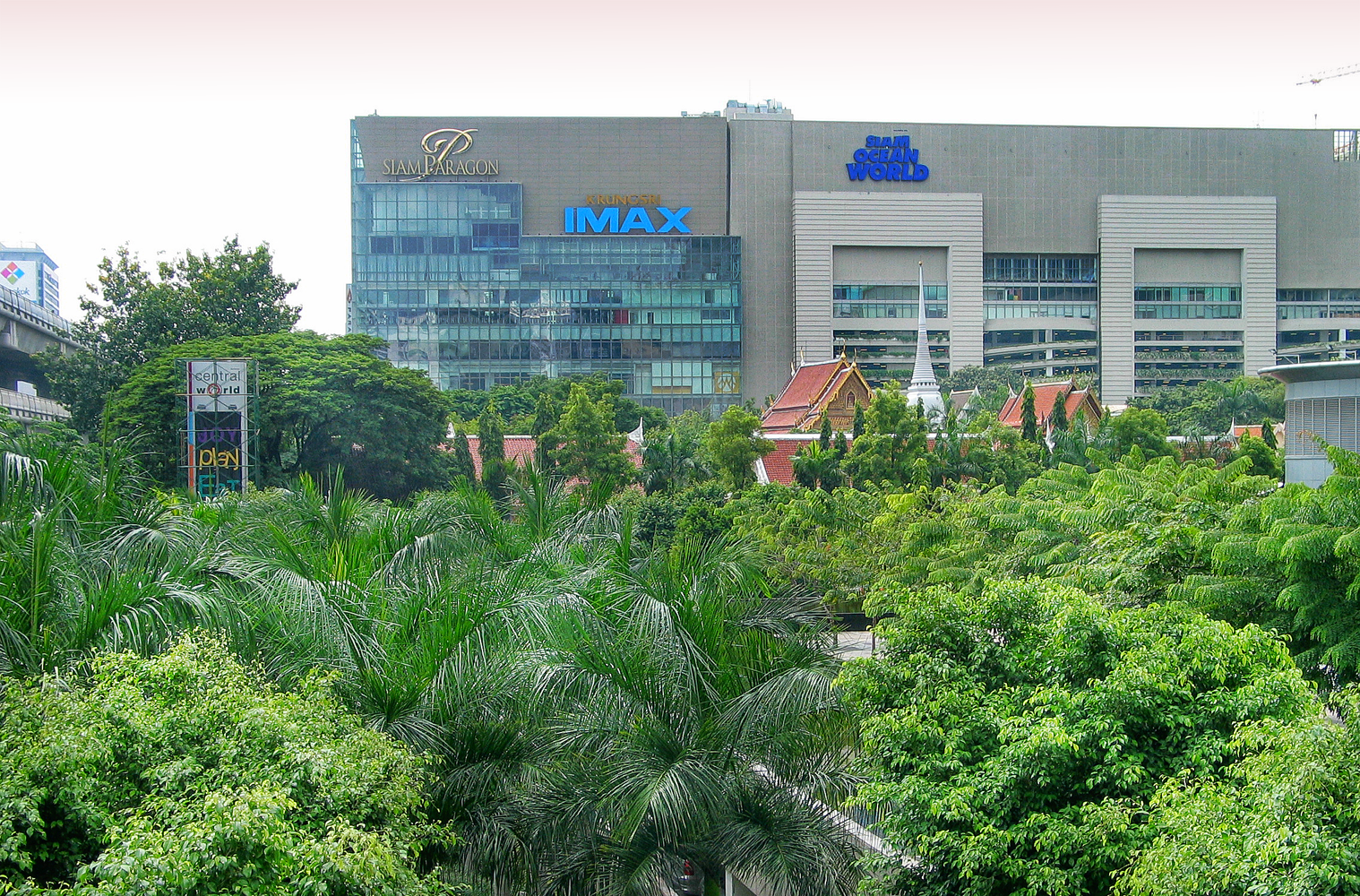
Ubicación

## Esculturas
En el templo hay unas estatuas de Buda santas las cuales se llaman Pra Serm (Tailandés: พระเสิม) que se construyeron al mismo tiempo que Pra San (Tailandés:พระแสน) y Pra Sai (Tailandés: พระสัย).
Pra Sai es una estatua de Buda muy importante en Tailandia. Antes estaba en una cueva donde estaba cerca de la ciudad Mahachaipura, Laos. Está hecha de varios materiales incluyendo oro; fue hecha a mano por trabajadores laosianos. En la actualidad se le atribuyen cualidades milagrosas y la gente le pide lluvia.

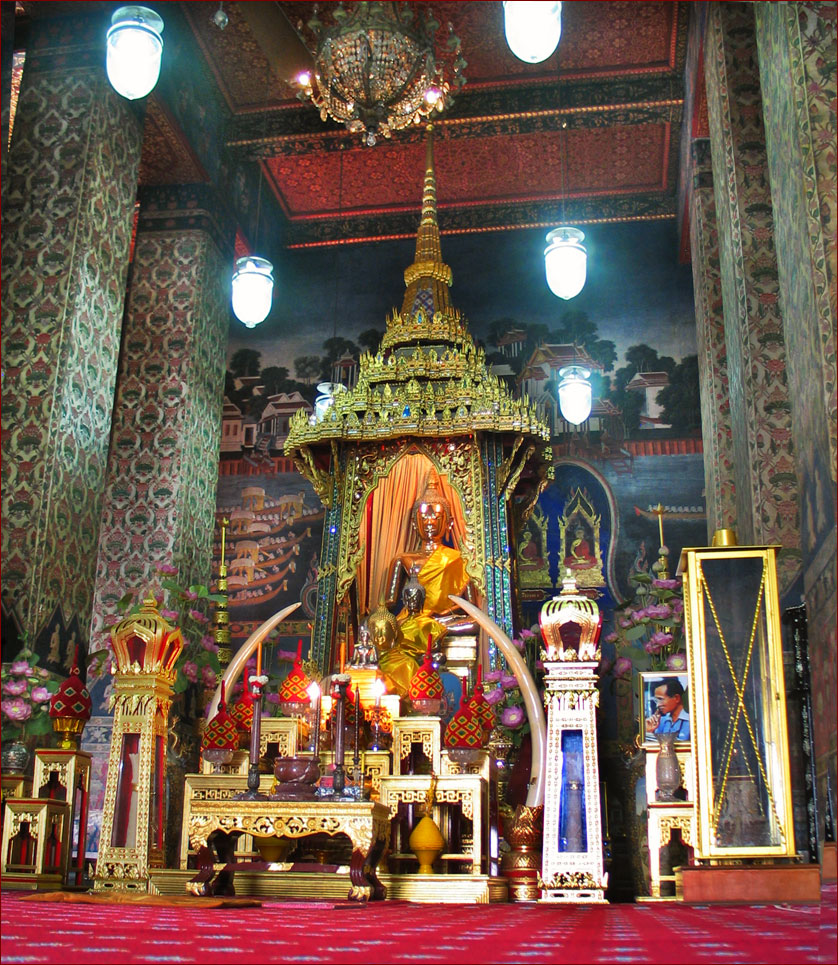
Vista interior